# Гзавјe Гарбажоза
Гзавје Гарбажоза (фр. Xavier Garbajosa; 5. децембар 1976) бивши је професионални рагбиста и некадашњи репрезентативац Француске.

## Каријера
Његова примарна позиција је била аријер, а повремено је играо и крило и центра. Тренутно ради као тренер прволигаша "Стад Рошел".

### Клупска каријера
У каријери је играо дуго за Стад Тулуз, а једну сезону провео је у Бајону. Три године за редом био је најбољи стрелац прве француске лиге (2001, 2002, 2003). Са Тулузом је освајао и титуле првака Француске и титуле првака Старог континента.

### Репрезентација Француске
За Француску је дебитовао против Ирске 1998. Био је део селекције Француске на два светска првенства (1999, 2003). Био је један од најталентованијих француских рагбиста, али није до краја искористио тај потенцијал због бројних повреда. За "галске петлове" је укупно одиграо 32 тест меча и постигао 7 есеја. 

## Успеси
Куп шест нација са Француском 1998, 2002.
Титула јуниорског шампиона света са младом селекцијом Француске 1995. 
Куп Француске са Тулузом 1998.
Куп европских шампиона са Тулузом 2003, 2005.
Титула првака Француске са Тулузом 1997, 1999, 2001.